# 黄序周
黄序周（1904年—1984年4月27日），曾用名黄英。湖北省黄冈县人。中华人民共和国政治人物。

## 生平
早年参加过北伐战争和南昌起义，并负伤。抗日战争期间，担任新四军第三支队副官主任、军部副官处副处长、处长，第三支队参谋长。1941年，皖南事变突围后，任新四军第二师第四旅参谋长、第五师第一军分区副司令员、第四军分区副司令员。第二次国共内战期间，任济南警备司令部参谋长、上海市民政局副局长等职。中华人民共和国期间，担任上海苏北垦区管理局局长，湖北省水产局局长、水产厅厅长。1962年11月10日，任湖北省政府副秘书长。1984年4月27日，在武汉逝世。